# Бродецкий сахарный завод
Бродецкий сахарный завод — предприятие пищевой промышленности в посёлке городского типа Бродецкое Казатинского района Винницкой области Украины, прекратившее своё существование.

## История
Сахарный завод на восточной окраине села Бродецкое Махновской волости Бердичевского уезда Киевской губернии Российской империи был построен в 1898 году. В сезон сахароварения 1900/1901 года он перерабатывал 2656 берковцев сахарной свеклы в сутки.
В это время условия работы были тяжёлыми, продолжительность рабочего дня составляла 12 часов, а зарплата являлась низкой. В ночь на 17 сентября 1903 года в знак протеста против неправильного расчёта дирекции с работником П. Близнюком и необоснованного наказания трёх других рабочих 87 из 300 рабочих завода начали забастовку, потребовав приезда фабричного инспектора. Стачка вызвала переполох у владельцев завода и местных властей, и на следующий день было заключено мировое соглашение, согласно которому П. Близнюку выплатили положенные деньги.
В ходе первой русской революции в апреле - мае 1905 года в уезде имели место стихийные протестные выступления батраков экономии, выращивавших сахарную свеклу для завода, которые требовали повышения заработной платы. После Февральской революции выступления возобновились, и 23 мая 1917 года для них был установлен 8-часовой рабочий день, а оплату труда увеличили с 1 рубля 75 копеек до 3 рублей 50 копеек в день.

### 1918 - 1991
После Октябрьской революции 1917 года здесь была провозглашена Советская власть, однако практически сразу же селение и уезд были оккупированы австро-немецкими войсками (которые оставались здесь до ноября 1918 года). В дальнейшем селение оказалось в зоне боевых действий гражданской войны и власть здесь несколько раз менялась.
После окончания боевых действий началось восстановление хозяйства, однако в связи с резким сокращением посевов сахарной свеклы и нехваткой сырья в 1920 году завод работал только 11 дней, а затем был законсервирован. В 1921 году на землях заводской и помещичьей экономий Бродецкого и окрестных сёл был создан совхоз (с 4077 гектарами земли), в результате объединения которого с сахарным заводом был создан Бродецкий сахарный комбинат. В ходе ликвидации неграмотности на предприятии была создана заводская библиотека.
Помимо урожая совхоза, комбинат перерабатывал сахарную свеклу, выращенную крестьянами-единоличниками. С 1923 года завод регулярно выдавал крестьянам кредиты на выращивание сахарной свеклы, предоставлял в аренду сельхозинструмент, ремонтировал крестьянский сельхозинвентарь. Рабочие завода оказывали крестьянам помощь в уборке урожая свеклы и доставке её на завод. Для повышения урожайности и распространения научных знаний и новых методов обработки земли в 1925 году в Бродецком было создано общество свекловодов.
В 1926 году началась реконструкция комбината, завершённая в начале 1930х годов. Вместо ранее существовавшего одноэтажного деревянного помещения было построено новое кирпичное здание, устаревшее оборудование заменили новой отечественной техникой. В результате, уже в сезон сахароварения 1932/1933 года завод перерабатывал 8288 центнеров свеклы в сутки, а в сезон 1935/1936 гг. - 9605 центнеров.
В середине 1930х годов комбинат стал одним из передовых предприятий сахарной промышленности СССР, он неоднократно занимал первые места по суточному выпуску продукции, экономному расходованию топлива и точного выполнения планов производства. В 1935 году комбинат достиг наивысших показателей в стране по эффективности использования топлива (7,27% от веса переработанного сырья). За умелое руководство в 1936 году директор предприятия А. М. Батамиров был награждён орденом Ленина.
Позднее в селе был построен заводской клуб.
В ходе Великой Отечественной войны с 16 июля 1941 до 8 января 1944 года село было оккупировано немецко-румынскими войсками. При отступлении гитлеровцы разрушили колхоз, совхоз и школу, серьёзно повредили оборудование на сахарном заводе.
Тем не менее, уже осенью 1944 года завод начал производство и до конца года произвёл 62 682 пудов сахара, сэкономив большое количество угля. По результатам работы в 1944 году наркомат пищевой промышленности СССР признал Бродецкий сахарный завод лучшим предприятием сахарной промышленности СССР.
В дальнейшем, в соответствии с четвёртым пятилетним планом восстановления и развития народного хозяйства СССР увеличил объёмы производства - до 12,5 тыс тонн в 1947 году.
В 1957 году началась новая реконструкция завода. Предприятие было полностью электрифицировано, здесь были установлены автоматические центрифуги, паросиловой цех был автоматизирован, погрузочно-разгрузочные работы на кагатных полях были механизированы.
В 1959 году заводская автоколонна была выделена из состава завода в самостоятельное автотранспортное предприятие.
В 1962 году от станции Казатин к заводу была проложена 1524-мм железнодорожная ветка, что упростило доставку сырья и вывоз продукции.
В 1965-1970 гг. на заводе построили новую станцию очистки свеклы, автоматизировали сушильно-упаковочное отделение, установили автоматический диффузионный аппарат непрерывного действия и выполнили другие работы по повышению производительности.
В результате, в 1970 году Бродецкий сахарный завод стал одним из передовых предприятий сахарной промышленности Винницкой области. В это время перерабатывающая мощность предприятия составляла 17 тыс. центнеров свеклы в сутки, общая численность рабочих - 900 человек.
В целом, в советское время сахарный комбинат входил в число ведущих предприятий посёлка и района, на его балансе находились жилой фонд и объекты социальной инфраструктуры.

### После 1991
После провозглашения независимости Украины завод перешёл в ведение государственного комитета пищевой промышленности Украины. 
В октябре 1995 года Кабинет министров Украины утвердил решение о приватизации сахарного завода и обеспечивавшего его сырьём свеклосовхоза. В дальнейшем, государственное предприятие было преобразовано в открытое акционерное общество.
Начавшийся в 2008 году экономический кризис осложнил положение предприятия. В 2008 году завод увеличил убытки на 60% (до 5,7 млн. гривен). В 2009 году завод сократил убытки на 46,7% (до 3 млн. гривен), однако чистый доход сократился на 80,9% – до 4,8 млн. гривен.
В августе 2010 года хозяйственный суд Винницкой области возбудил дело о банкротстве завода.
В июне 2015 года завод начали разбирать на металлолом, что вызвало протесты жителей села. Утром 15 июня 2015 года около 60 местных жителей перекрыли автодорогу Житомир - Могилёв-Подольский. 16 октября 2015 года были перекрыты две автотрассы, но в дальнейшем движение по автодорогам было восстановлено.